# Scorpaenodes albaiensis
Scorpaenodes albaiensis és una espècie de peix pertanyent a la família dels escorpènids.

## Descripció
- Fa 12 cm de llargària màxima.[6][7]

## Hàbitat
És un peix marí, associat als esculls de corall i de clima tropical.

## Distribució geogràfica
Es troba des de l'Àfrica oriental fins al Pacífic occidental, incloent-hi Tonga.

## Observacions
És verinós per als humans.